# Pick a Bale of Cotton
Pick a Bale of Cotton is een traditioneel Amerikaans folklied en ritmisch werklied, dat voor het eerst opgenomen werd door James "Iron Head" Baker en Mose "Clear Rock" Platt in december 1933. Het lied is later bekend geworden door de Amerikaanse zanger Lead Belly (Huddie William Ledbetter).

## Tekst en kritiek
De titel vertaalt zich naar "Pluk een baal katoen" en beschrijft het werk van slaven op de katoenplantages. Het lied, met name de originele tekst, wordt bekritiseerd, omdat het de Amerikaanse slavernijperiode verheerlijkt. De originele tekst bevatte meerdere keren de racistische term nigger (nikker). Aan de andere kant is het een klacht van de hardwerkende slaven. Een van de coupletten gaat volgens John Lomax' American Ballads and Folk Songs als volgt: ("Dat nigger from Shiloh / Kin pick a bale o' cotton / Dat nigger from Shiloh / Kin pick a bale a day").
Aangepaste en tevens bekendere teksten luiden:
Gonna jump down, spin around

Pick a bale of cotton

Gonna jump down, spin around

Pick a bale a day

Oh lordy, pick a bale of cotton

Oh lordy, pick a bale a day
Daaropvolgende coupletten beschrijven meerdere personen met wie de zanger katoen plukt: "Me and my wife ...", "me and my gal ...", "me and my papa ...", "me and my friend ..." etc.
Bij elk couplet wordt het tempo verhoogd.

## Covers en andere versies
Het lied is door verschillende artiesten gecoverd, waaronder Harry Belafonte, The Quarrymen, Lonnie Donegan en Johnny Cash.
Sonny Terry nam het lied samen op met Brownie McGhee en later ook met Woody Guthrie.
In de komediefilm The Jerk  (1979), waarin Steve Martin de naïeve geadopteerde zoon van een Afro-Amerikaans gezin speelt, wordt Pick a Bale of Cotton door de familieleden gezongen tijdens de openingstitels en aftiteling.
ABBA nam het nummer op als onderdeel van een medley, getiteld Medley. Dit nummer werd voor het eerst uitgebracht op de B-kant van de vinylsingle Summer Night City uit 1978.
D.H. Peligro, de drummer van Dead Kennedys, nam een versie van Pick a bale of cotton op onder de naam Black Bean Chili Thing op het album Peligro van zijn gelijknamige band.
Rapper Ludacris nam een couplet op in zijn single The Potion (2005). Hij verwijst ook naar het nummer in zijn bijdrage aan Missy Elliotts nummer Gossip Folks (2002).